# Patrick van IJzendoorn
Patrick van IJzendoorn (Den Dolder, 1971) is een Nederlands journalist en schrijver. Hij werkt als correspondent in het Verenigd Koninkrijk voor onder meer de Volkskrant, Elsevier Weekblad, het Katholiek Nieuwsblad, De Groene Amsterdammer en het Historisch Nieuwsblad. 
In 2017 kwam bij Uitgeverij Prometheus zijn boek Koel Brittannië uit, over het Britse volksgevoel in tijden van de Brexit. In  Greenwich (2023), dat verschenen is bij uitgeverij Ezo Wolf, beschrijft Van IJzerdoorn het Engelse leven op de plek waar de tijd begint. Andere boeken van zijn hand zijn onder meer Londen denkt (2008), De weg naar Wembley (2014), Order! Order! (met Peter de Waard, 2020).